# Saut à la perche féminin à la Ligue de diamant 2012
Navigation
2011
Le concours du saut à la perche féminin de la Ligue de diamant 2012 se déroule du 11 mai au 7 septembre 2012. La compétition fait successivement étape à Doha, Eugene, New York, Monaco, Stockholm, Birmingham et Bruxelles.

## Calendrier
| Date             | Meeting                         | Ville      | Pays        |
| ---------------- | ------------------------------- | ---------- | ----------- |
| 11 mai 2012      | Qatar Athletic Super Grand Prix | Doha       | Qatar       |
| 2 juin 2012      | Prefontaine Classic             | Eugene     | États-Unis  |
| 9 juin 2012      | Meeting de New York             | New York   | États-Unis  |
| 20 juillet 2012  | Meeting Herculis                | Monaco     | Monaco      |
| 17 août 2012     | DN Galan                        | Stockholm  | Suède       |
| 26 août 2012     | Aviva Birmingham Grand Prix     | Birmingham | Royaume-Uni |
| 7 septembre 2012 | Mémorial Van Damme              | Bruxelles  | Belgique    |

## Résultats
| Date | Meeting    | 1er                               | 1er   | 2e                         | 2e    | 3e                                        | 3e    |
| --- | ---------- | --------------------------------- | ----- | -------------------------- | ----- | ----------------------------------------- | ----- |
| 11 mai 2012 | Doha       | Anastasiya Savchenko 4,57 m (PB)  | 4 pts | Silke Spiegelburg 4,57 m   | 2 pts | Nikoléta Kiriakopoúlou 4,50 m             | 1 pt  |
| 2 juin 2012 | Eugene     | Fabiana Murer 4,63 m (SB)         | 4 pts | Svetlana Feofanova 4,58 m  | 2 pts | Lacy Janson Martina Strutz 4,38 m         | 1 pt  |
| 9 juin 2012 | New York   | Fabiana Murer 4,77 m (WL)         | 4 pts | Yarisley Silva 4,70 m (SB) | 2 pts | Nikoléta Kiriakopoúlou 4,60 m (SB)        | 1 pt  |
| 20 juillet 2012 | Monaco     | Silke Spiegelburg 4,82 m (WL, NR) | 4 pts | Yarisley Silva 4,62 m      | 2 pts | Holly Bleasdale Jiřina Ptáčníková 4,62 m  | 1 pt  |
| 17 août 2012 | Stockholm  | Yarisley Silva 4,70 m             | 4 pts | Silke Spiegelburg 4,55 m   | 2 pts | Fabiana Murer 4,55 m                      | 1 pt  |
| 26 août 2012 | Birmingham | Jennifer Suhr 4,65 m              | 4 pts | Yarisley Silva 4,65 m      | 2 pts | Fabiana Murer Jiřina Ptáčníková 4,42 m    | 1 pt  |
| 7 septembre 2012 | Bruxelles  | Silke Spiegelburg 4,75 m          | 8 pts | Fabiana Murer 4,65 m       | 4 pts | Anastasia Savchenko Yarisley Silva 4,55 m | 2 pts |
| Records et Performances - AR : Record continental (area record) - CR : Record des championnats (championship record) - MR : Record du meeting (meet record) - NR : Record national (national record) - OR : Record olympique (olympic record) - PR : Record paralympique (paralympic record) - PB : Record personnel (personal best) - SB : Meilleure performance personnelle de la saison (season's best) - WL : Meilleure performance mondiale de l'année (world leader) - WJR : Record du monde junior (world junior record) - WR : Record du monde (world record) Circonstances et Conditions - DNF : N'a pas terminé (did not finish) - DNS : N'a pas pris le départ (did not start) - DQ : Disqualification (disqualification) - NM : Aucun essai valable enregistré (No Mark) - Q : Qualifié « directement » au prochain tour (ou à la prochaine compétition), lors d'une compétition majeure, grâce au classement ou à la réalisation des minima (automatic qualifier) - q : Qualifié au prochain tour (ou à la prochaine compétition), lors d'une compétition majeure, grâce au repêchage ou à la réalisation de l'une des meilleures performances parmi celles des « non qualifiés directement » (grâce au meilleur temps ou à la meilleure distance par exemple) (secondary qualifier) |            |                                   |       |                            |       |                                           |       |

## Classement général
| Rang | Athlète | Points |
| ---- | ------- | ------ |
| 1    |         |        |
| 2    |         |        |
| 3    |         |        |
| 4    |         |        |
| 5    |         |        |